# Znamirowice
Znamirowski est une localité polonaise de la gmina de Łososina Dolna, située dans le powiat de Nowy Sącz en voïvodie de Petite-Pologne. La ville appartenait a la famille Znamirowski à qui elle doit son nom actuel.